# Liste der türkischen Botschafter in Singapur
Am 12. Februar 1969 nahmen die Regierungen von Süleyman Demirel und von Lee Kuan Yew diplomatische Beziehungen auf. Am 1. November 1985 wurde die türkische Botschaft in Singapur eröffnet.
| Ernennung Akkreditierung | Botschafter        | Bemerkung | Ministerpräsident der Türkei | Premierminister von Singapur | Posten verlassen |
| ------------------------ | ------------------ | --- | ---------------------------- | ---------------------------- | ---------------- |
| 1. Dez. 1985             | Rıza Türmen        | | Turgut Özal                  | Lee Kuan Yew                 | 1. Sep. 1989     |
| 1. Sep. 1989             | Yüksel Söylemez    | (* 11. Juni 1931 in Istanbul; † 23. Januar 2013) 1956: Studium der Rechtswissenschaft an der Universität Istanbul, 1957: Eintritt in den auswärtigen Dienst, 19. Okt. 1981–1984: Botschafter in Lagos zeitgleich in Äquatorialguinea, Angola, Kamerun, Togo, São Tomé und Príncipe, Tschad, Benin und Ghana akkreditiert, 1989–1993: Botschafter in Singapur, 1993–1994: Botschafter in Zagreb, 1995: Versetzung in den Ruhestand, 1995–1998: Handelsbeauftragter Taiwan Türkei, 2001–2007: Berater des Südostanatolien-Projekt. | Yıldırım Akbulut             | Lee Kuan Yew                 | 1. März 1993     |
| 1. März 1993             | Mehmet Güney       | (* 1936 in Siirt) Abitur: Pertevniyal High School, Studium der Politikwissenschaft an der Universität Ankara und der European University of Brittany, 1962: Kaymakam (Landrat) von Mengen (Bolu) 1964: Eintritt in den auswärtigen Dienst, 1989–1993: Botschafter in Havanna, 1993–1995: Botschafter in Singapur, 1995–1997: Mitglied der UN-Völkerrechtskommission, 1998–1999: Botschafter in Jakarta. | Tansu Çiller                 | Goh Chok Tong                | 1. Aug. 1995     |
| 1. Aug. 1995             | Oktay Özüye        | 1. August 1995 – 1. März 1998: Botschafter in Singapur, 30. Nov. 2004 – 28. Dez. 2008: Botschafter in Peking. | Tansu Çiller                 | Goh Chok Tong                | 1. März 1998     |
| 1. Apr. 1998             | Füsun Çetintaş     | (* 13. September 1941 in Ankara) 1964: Studium der Politikwissenschaft an der Universität Ankara, | Mesut Yılmaz                 | Goh Chok Tong                | 1. Juni 2002     |
| 1. Juni 2002             | Hayri Erol         | | Abdullah Gül                 | Goh Chok Tong                | 1. Dez. 2006     |
| 1. Jan. 2007             | Ahmet Bülent Meriç | (* 22. Februar 1957 in Ankara) 1978: Studium der Politikwissenschaft an der Universität Ankara, trat 1980 in den auswärtigen Dienst, 2007–2009: Botschafter in Singapur, 2009–2011: Botschafter in Kiew, 14. April 2014: Botschafter in Tokio | Recep Tayyip Erdoğan         | Lee Hsien Loong              | 16. Nov. 2009    |
| 1. Dez. 2009             | Esat Şafak Göktürk | (* 28. August 1957 in Bonn) 1996–1999: Generalkonsul in Frankfurt. 1999–2001: Stellvertretender Ständiger Vertreter bei den Vereinten Nationen, 2005–2009: Botschafter in Kairo, 2009–2011: Botschafter in Singapur, seit 1. März 2014: Botschafter in Oslo. | Recep Tayyip Erdoğan         | Lee Hsien Loong              | 16. Nov. 2011    |
| 16. Nov. 2011            | Hakkı Taner Seben  | (* 14. Mai 1954 in Erzurum) 2004–2008: Botschafter in Almaty | Recep Tayyip Erdoğan         | Lee Hsien Loong              |                  |